# Opaklija
Opaklija, dio seoske zimske narodne odjeće u Hrvata. Izrađuje se od ovčjega krzna. To je velik, dug krzneni ogrtač, rađen najčešće u jedanaest do trinaest pola, sužen oko vrata. Opaklija je sezala od vrata sve do zemlje, a bila je obrubljena obašvom od janjeće kože i vunenim nitima raznih boja. Negdje je kao prsluk nalik ogrtaču, odnosno kao ogrtač u obliku kabanice kojemu je vuna naopako, otkuda i ime (opak, naopak). Velike opaklije šilo se od 14 – 20 janjećih kožica ili od 6 - 10 velikih ovčjih koža. Manje opaklije šilo se za žene i djecu. Cijena velike opaklije bila je koliko i za osrednju mliječnu kravu.
Nije se uzimalo bilo koje ovčje krzno. Opaklija se ne pravi od krzna ovaca koje imaju runo, nego ravnu dlaku kao što je pramenka, pa je bilo opaklija s dužom i skraćenom dlakom. Kod Hrvata iz podskupine Bunjevaca karakteristično su ispod kragne odnatrag pričvršćivali "kožicu" od astrahanskog janjeta. Budući da je opaklija bila skuplja za obične ljude, često su seljaci sami "učinili" krzno zaklane ovce, a onda su ga nosili kožuharu (ćurčiji) dovršiti pravo štavljenje.